# بيت زايت

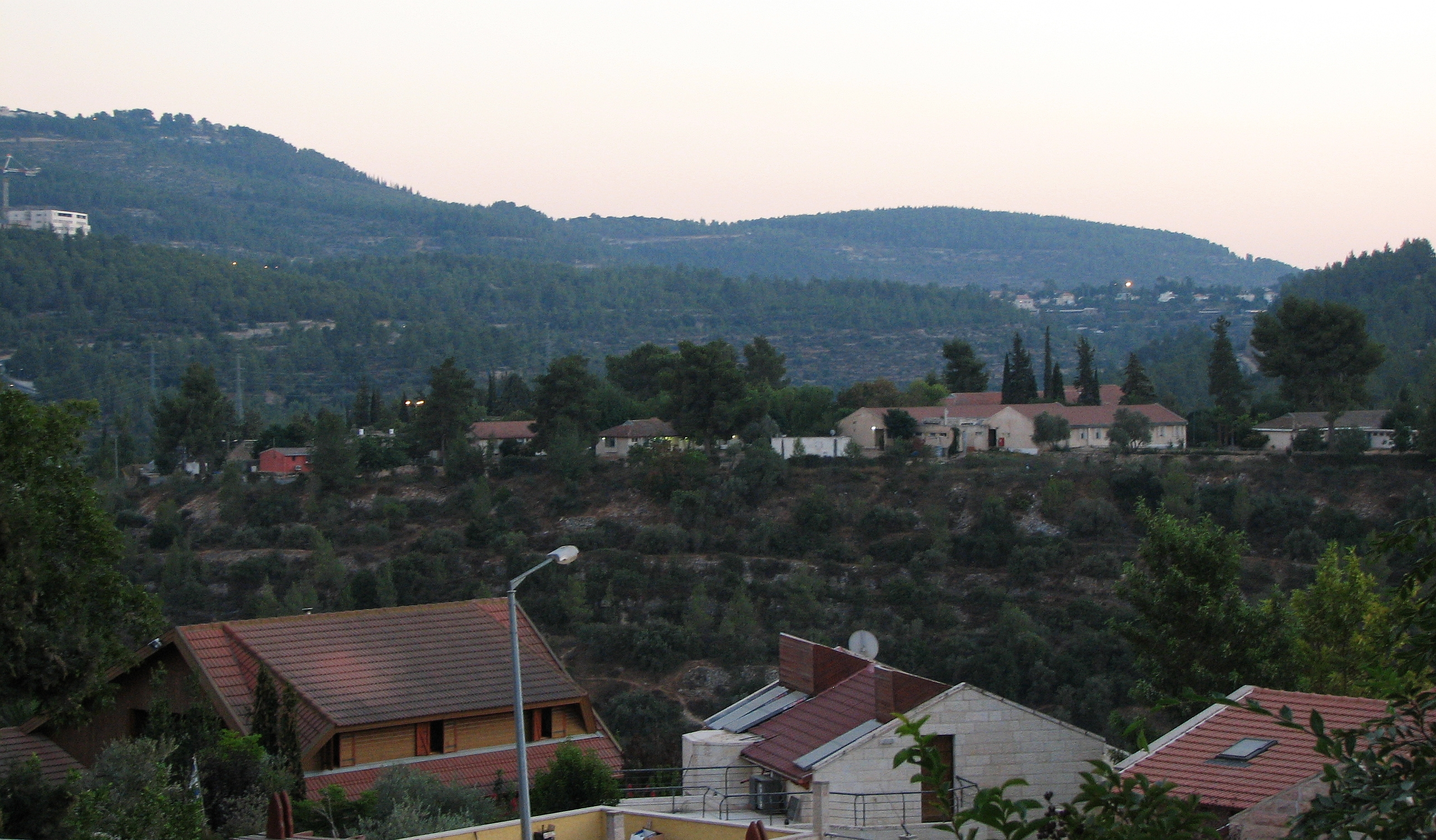

بيت زايت ((بالعبرية: בֵּית זַיִת)، بالمعنى الحرفي. بيت الزيتون) هو موشاف (قرية زراعية) في إسرائيل يقع على بعد سبعة كيلومترات إلى الغرب من مدينة القدس. بيت زايت تخضغ لولاية المجلس الإقليمي ماتيه يهودا. في عام 2007، كان عدد سكانها يبلغ 1,300. أقيمت المستوطنة في عام 1949 من قبل مجموعة من المهاجرين اليهود القادمين من يوغوسلافيا ورومانيا والمجر. ثم استقر بعدها مهاجرين من اليمن ومصر أيضا في القرية.

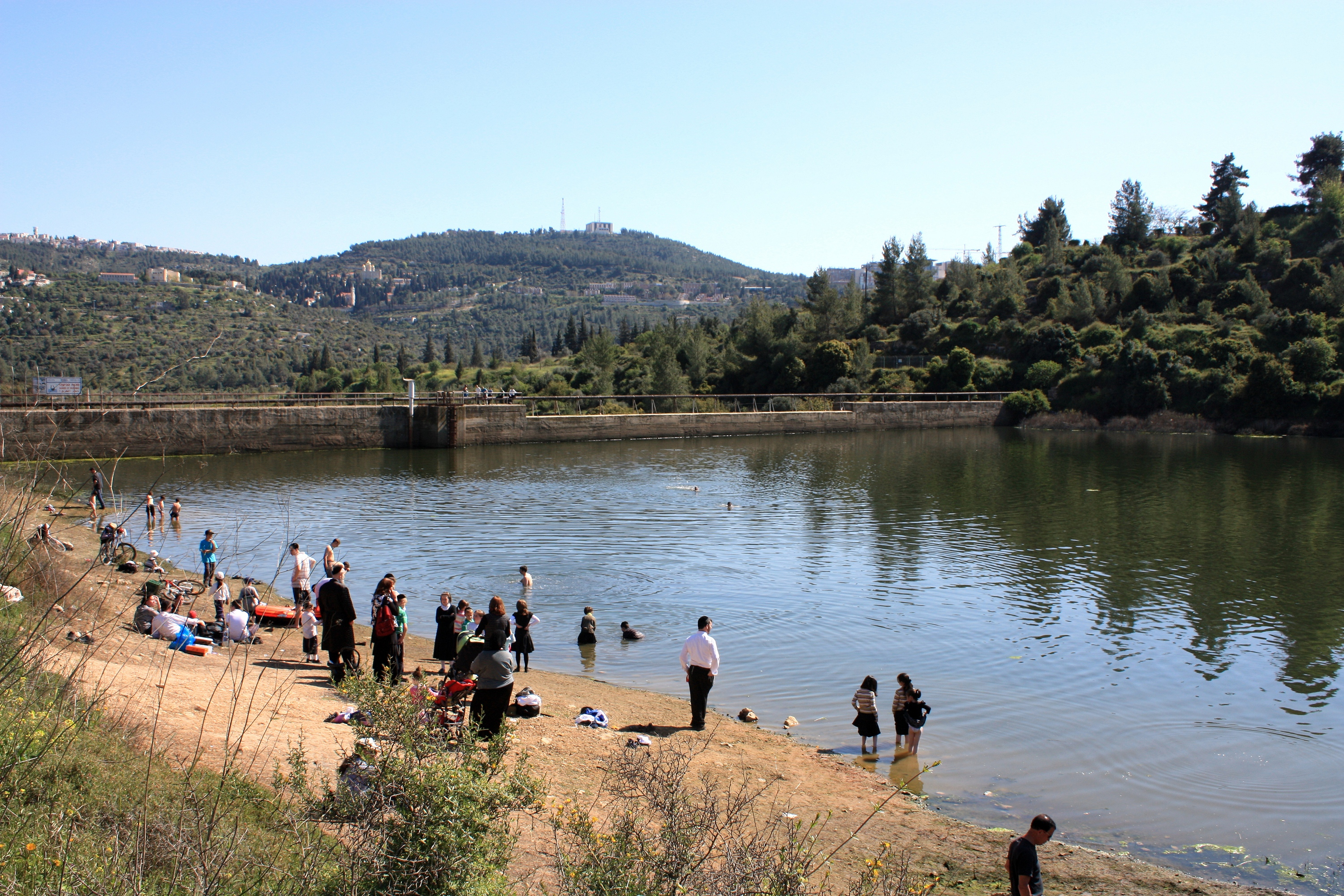
خزان مياه بيت زايت

اعتمد اقتصادها على بساتين الفاكهة والخضروات والدواجن والمنتجات الزراعية الأخرى. بيت زايت تقع على حافة غابة القدس وتشغل بركة سباحة عامة. بالقرب منها يوجد سد عين كارم، الذي بني لتخزين مياه الفيضانات في فصل الشتاء.

## وصلات خارجية
- موقع القرية (بالعبرية)